# Gruna
Gruna település Csehországban, a Svitavyi járásban. Gruna Radkov, Rozstání, Mohelnice, Borušov, Staré Město, Městečko Trnávka és Linhartice településekkel határos. Lakosainak száma 246 fő (2024. január 1.).

## Népesség
A település lakosságának változását az alábbi diagram mutatja:
| Lakosok száma | 882  | 811  | 618  | 289  | 212  | 160  | 189  | 211  | 240  | 246  |
|               | 1869 | 1890 | 1921 | 1950 | 1980 | 2001 | 2017 | 2019 | 2022 | 2024 |